# Liste der Mon’in
Diese Liste der Monin (japanisch 門院) gibt sämtliche 108 mit diesem Titel (bzw. mit -in (院)) geehrten japanischen Kaisergemahlinnen bzw. Kaisersmütter in chronologischer Reihenfolge.
Anmerkungen: adop. = adoptiert; Zahl in Spalte „Vater“ = …vielte Tochter; Status: 妃 = kaiserliche Gattin kaiserlichen Geblüts; 後宮 = Kaisergemahlin im inneren Palast; 中宮 Kaisersgemahlin (im mittleren Palast); 女御 nachrangige Kaisersgemahlin. Sterbedatum (nach westlichem Kalender). Alter beim Ableben nach japanischer Zählung, also bei Geburt 1 Jahr alt! Beachte: Es werden teilweise unreformierte Schreibungen verwendet (zum Beispiel 條 = 条; 禮 = 礼; 萬 = 万; 河 syn. 川)
| Name                                        | Japanisch         | Geburtsname                                                            | Vater                                            | Gemahlin des …        | Mutter des …                                                           | Klostereintritt    | Ordensname                       | Gestorben             | Alter    |
| ------------------------------------------- | ----------------- | ---------------------------------------------------------------------- | ------------------------------------------------ | --------------------- | ---------------------------------------------------------------------- | ------------------ | -------------------------------- | --------------------- | -------- |
| Fujiwara no Akiko                           | 藤原詮子          | Fujiwara Senshi (= Akiko)                                              | Fujiwara Kaneie (2)                              | Enyū                  |                                                                        | 26.X.991           | Higashi-Sanjō-in (東三條院)      | 1002                  |          |
| Jōtō-monin/Tōhoku-monin                     | 上東門院/東北門院 | Fujiwara Shōshi (= Akiko) (藤原彰子)                                   | Fujiwara Michinaga (1)                           | Ichijō                | Go-Ichijō, Go-Shujaku                                                  |                    | Shōjō-kaku                       |                       | 87       |
| Yōmei-monin                                 | 陽明門院          | Teishi                                                                 | Sanjō-in                                         | Go-Suzaku             | Go-Sanjō                                                               |                    | Myōhō-kaku                       |                       |          |
| Nijō-in                                     | 二條院            | Shō-shi                                                                | Go-Ichijō                                        | Go-Reizei             |                                                                        | 14.VII.1068        |                                  |                       |          |
| Ikuho-monin                                 | 郁芳門院          | Tei-shi                                                                | Shirakawa (1); adop. Fujiwara Morozane           |                       |                                                                        |                    |                                  |                       |          |
| Taiken-monin                                | 待賢門院          | Fujiwara Shōshi (= Tamako)                                             | Fujiwara Kinzane no Kyō                          | Toba                  |                                                                        | 25.III.1142        | Shinnyo-hō                       |                       | 45       |
| Kyōyō-in                                    | 高陽門院          | Fujiwara Yasuko (davor: Kunshi)                                        | Jisoku-Kampaku                                   | Toba                  |                                                                        | 24.VIII.1139       | Shōjōri(shu)                     | 16.I.1156             | 61       |
| Bifuka-monin                                | 美福門院          | Fujiwara Tokuko                                                        | Fujiwara Nagazane                                | Toba                  | Konoe                                                                  | 1.VII.1156         | Shinshōjō (Shinjōku)             | 22.XII.1160           | 44       |
| Kōka-monin                                  | 皇嘉門院          | Fujiwara Seishi                                                        | Fujiwara Tadamichi                               | Sutoku                |                                                                        | 25.XI.1156         | Shōjō-e                          | 4.XII.1181            |          |
| Jōsai-monin                                 | 上西門院          | Tōshi (Shunshi)                                                        | Toba (2)                                         |                       |                                                                        | 26.III.1160        | Shinnyo-ri                       | 2.IX.1189             | 64       |
| Hajijō-in                                   | 八條院            | Kishi                                                                  | Toba (3)                                         |                       |                                                                        | 27.VI.1152         | Kongō-kan (Kongō-shō)            | 1211                  | 75       |
| Takamastu-in                                | 高松院            | Imoko                                                                  | Toba (4)                                         | Nijō                  |                                                                        |                    | Jissō-kaku                       | 20.VII.1176           | 36       |
| Kujō-in                                     | 九條院            | Fujiwara Teishi                                                        | Fujiwara Koremichi, adop.: Hōshōji-Kampaku       |                       |                                                                        |                    |                                  | 14.VIII.1167          | 42       |
| Kenshun-monin                               | 建春門院          | Taira Shigeko                                                          | Taira Tokinobu                                   | Go-Shirakawa          | Takakura                                                               |                    |                                  |                       |          |
| Kenrei-monin                                | 建禮門院          | Taira Tokuko (Tokushi)                                                 | Taira Kiyomori (2)                               | Takakura              | Antoku                                                                 | 12.VI.1184         | Shinnyo-kaku                     | 25.I.1214 (?8.I.1212) | 59 (?57) |
| Imbu-monin                                  | 殷富門院          | Ryōshi                                                                 | Go-Shirakawa (1)                                 |                       |                                                                        | 25.XI.1192         | Shinnyo-kan                      | 19.IV.1216            |          |
| Shichijō-in                                 | 七條門院          | Fujiwara Shoku-shi (Masuko)                                            | Fujiwara Nobutaka                                | Takakura (妃)         |                                                                        | 19.XII.1205        | Shinnyo-chi                      | 12.XII.1228           | 71       |
| Senyō-monin                                 | 宣陽門院          | Kinshi                                                                 | Go-Shirakawa (1)                                 |                       |                                                                        |                    | Chōkōdō                          | 15.VII.1252           | 72       |
| Gishū-monin                                 | 宜秋門院          | Fujiwara Ninshi                                                        | Fujiwara Kanezane (1)                            | Go-Toba               |                                                                        |                    | Shōjōchi                         | 3.II.1238             | 65       |
| Shōmei-monin                                | 承明門院          | Minamoto Ariko                                                         | Fujiwara Michichika                              |                       |                                                                        | 9.I.1212           | Shinnyo-kan                      | 15.VIII.1257          | 86       |
| Bō-monin                                    | 坊門院            | Noriko                                                                 | Takakura, adop.: Fujiwara Mitsutaka              |                       |                                                                        |                    |                                  |                       | 34       |
| Shumei-monin                                | 條明門院          | Fujiwara Shigeko                                                       | Fujiwara Norisue                                 | Go-Toba               |                                                                        | 28.VII.1221        | Hōshō-kaku                       |                       | 83       |
| Shunka-monin                                | 春華門院          | Shōshi                                                                 | Tsukiwa-Kampaku, adop.: Hachijō-in               |                       |                                                                        |                    |                                  | 14.XII.1211           | 17       |
| Immei-monin                                 | 陰明門院          | Fujiwara Reishi                                                        | Fujiwara Yorizane                                | Tsuchimikado          |                                                                        | 0                  | Shōjōmyō                         | 1.XI.1243             | 59       |
| Kayō-monin                                  | 嘉陽門院          | Reishi                                                                 | Fujiwara Nobutaka                                |                       |                                                                        | 28.XI.1213         | Shinnyo-shō                      | 14.IX.1273            | 73       |
| Higashi-Ichijō-in                           | 東一條門院        | Fujiwara Risshi                                                        | Fujiwara Yoshitsune (= Go-Kyōgoku-Kampaku)       | Juntoku               |                                                                        | 31.VIII.1226       | Shōjō-kan                        | 18.I.1248             | 57       |
| Kita-Shirakawa-in                           | 北白河門院        | Fujiwara Chin-shi                                                      | Fujiwara Motoie                                  |                       |                                                                        | 1222               | Nyo-ritsu                        |                       | 66       |
| Anka-monin                                  | 安嘉門院          | Kuniko                                                                 | Go-Takakura                                      | Go-Horikawa           |                                                                        | 12.VI.1234         | Shōnyo-kaku                      | 24.XI.1283            | 75       |
| Anki-monin                                  | 安?門院           | Fujiwara Yushi                                                         | Fujiwara Sanjō Kinfusa                           |                       |                                                                        | 4.XI.1246          | Shinshōjō                        | 2.III.1286            |          |
| Takatsukasa-in                              | 鷹司院            | Fujiwara Nagako                                                        | Fujiwara Iezane (= Inukuma-Kampaku)              | Go-Horikawa           |                                                                        | 7.V.1246           | Renge-shō                        | 9.III.1275            | 58       |
| Sōheki-monin                                | 藻璧門院          | Fujiwara Shunshi                                                       | Fujiwara Michiie (= Kōmyōhōji-Kampaku)           | Go-Horikawa           | Shijō                                                                  |                    |                                  | 22.X.1233             | 25       |
| Myōgi-monin                                 | 明義門院          | Teishi                                                                 | Juntoku (1)                                      |                       |                                                                        |                    |                                  | 19.IV.1243            | 27       |
| Shiki(i)ken-monin                           | 右?門院           | Rishi                                                                  | Go-Takakura (1)                                  |                       |                                                                        | 8.XII.1239         | Shinshōchi                       | 25.I.1251             | 55       |
| Sennin-monin                                | 仁門院            | Fujiwara Hiko-ko                                                       | Kūjo Norizane                                    |                       |                                                                        | 11.XI.1246         | Shōjō-a                          | 24.II.1262            | 36       |
| Ōgimachi-in                                 | 上親院            | Kaku-shi                                                               | Tsuchimikado (1)                                 |                       |                                                                        | ?                  | Shinnyo-kaku (?)                 | 23.IX.1285            | 73       |
| Muromachi-in                                | 室町院            | Kishi                                                                  | Fujiwara Ieyuki                                  |                       |                                                                        | 17.IX.1246         | Myohō-kaku                       |                       | 73       |
| Ōmiya-in                                    | 大宮院            | Fujiwara Kitsushi (Kisshi, Yoshiko)                                    | Fujiwara-Saionji Saneuji                         | Go-Saga               | Go-Fusakawa, Kameyama                                                  | 24.III.1272        | Henchi-kaku                      |                       | 68       |
| Senka-monin                                 | 仙華門院          | Gishi                                                                  | Tsuchimikado (2)                                 |                       |                                                                        |                    |                                  | 5.X.1262              | 38       |
| Eian-monin                                  | 永安門院          | Shigeko                                                                | Juntoku (2)                                      |                       |                                                                        | 22.VII.1253        | Richi-kaku                       | 25.XII.1279           | 64       |
| Shinsen-monin                               | 神仙門院          | Taishi                                                                 | Go-Hirakawa (2)                                  |                       |                                                                        | 19.I.1262          | Myōchi-kakau                     |                       | 71       |
| Higashi-Nijō-in                             | 東二條院          | Fujiwara Kimiko                                                        | Fujiwara Saneuji                                 | Go-Fukakusa           |                                                                        | 12.VII.1293        | Shōgen                           |                       | 73       |
| Kantoku-monin                               | 和徳門院          | Gishi                                                                  | Chūkyō                                           |                       |                                                                        | 14.I.1288          | Shinnyo-kaku                     |                       | 56       |
| Kekka-monin                                 | 月華門院          | Sōshi                                                                  | Go-Saga                                          |                       |                                                                        |                    |                                  | 3.IV.1269             | 23       |
| Imadegawa-in                                | 今出河院          | Fujiwara Zenshi                                                        | Fujiwara-Saionji Kinsuke                         | Kameyama              |                                                                        | 3.IX.1283          | Busshō-kaku                      | 25.V.1318             | 67       |
| Kyōgoku-in                                  | 京極院            | Fujiwara Kitsushi                                                      |                                                  | Kameyama              |                                                                        |                    |                                  | 1.X.1272              | 28       |
| Shin-Yōmei-monin                            | 新陽明門院        | Fujiwara Ishi                                                          | Fujiwara Motohira (= Shinshinin-Kampaku)         | Kameyama (妃)         |                                                                        |                    | Kaku-ryū                         | 26.II.1298            | 25       |
| Ensei-monin                                 | 延政門院          | Etsukoko                                                               | Go-Soga (2)                                      |                       |                                                                        | 23.IX.1285         | Henshū-kaku (vorher: Shōjō-chi)  | 7.III.1332            | 74       |
| Genki-monin                                 | 玄輝門院          | Fujiwara Inshi                                                         | Fujiwara Saneo                                   | Go-Fukakusa (妃)      |                                                                        | 18.IX.1291         | ishōchi                          | 23.IX.1329            | 84       |
| Gojō-in                                     | 五條院            | Ekishi                                                                 | Go-Saga                                          |                       |                                                                        |                    |                                  | 13.XII.1294           | 33       |
| Yūgi-monin                                  | 遊義門院          | Reishi                                                                 | Fukakusa (1)                                     | Go-Uda                |                                                                        |                    |                                  | 22.VIII.1307          | 38       |
| Eiyō-monin                                  | 永陽門院          | Hisako                                                                 | Go-Fukakusa (2)                                  |                       |                                                                        |                    | Shinshōchi (vorher: Shinnyo-chi) | 16.V.1346             | 74       |
| Shōkei-monin                                | 昭慶門院          | Kishi                                                                  | Kameyama                                         |                       |                                                                        | 21.XII.1306        | Shōjōgen                         | 16.IV.1324            | 52       |
| Eifuku-monin                                | 永福門院          | Shōshi                                                                 | Fujiwara Sanetane                                | Fushimi               |                                                                        | 12.VII.1316        | Shinnyo-gen                      |                       | 72       |
| Shōkun-monin                                | 昭訓門院          | Eishi                                                                  | Fujiwara Sanekane (2)                            | Kameyama (妃)         |                                                                        |                    | Shinsho-kaku                     | 27.VII.1334           | 33       |
| Eika-monin                                  | 永嘉門院          | Mizuko                                                                 | Nakatsukasa-kyō shinnō, adop.: Kameyama          | Go-Uda (妃)           |                                                                        | 29.VIII.1334       | Myōhō-chi                        | 23.IX.1329            | 58       |
| Yōtoku-monin                                | 陽徳門院          | Eishi (Ishi)                                                           | Go-Fukakusa (3)                                  |                       |                                                                        | 11.XII.1306        | Enkakuchi                        | 19.IX.1352            | 66?      |
| Shōgi-monin                                 | 章義門院          | Yoshi                                                                  | Fushimi (2)                                      |                       |                                                                        | 4.IX.1313          | Gedatsu-shin                     | 13.XI.1336            |          |
| Seika-monin                                 | 西華門院          | Minamoto Motoko                                                        | Horikawa Tomori, adop.: Mototomo (Dajō-Daijin)   | Go-Uda (妃)           |                                                                        |                    | Shōjōhō                          | 1.X.1355              | 86       |
| Kōgi-monin                                  | 廣義門院          | Fujiwara Neishi                                                        | Sabasuke Mitsuyasu, adop.: Fujiwara Kinhira      | Go-Fuchimi            | Kazuhito (Kōgon)                                                       | 7.IV.1336          |                                  | 1357                  | 66?      |
| Shōzen-monin                                | 章善門院          | Nagako                                                                 | Go-Fukakusa (4)                                  |                       |                                                                        | 14.IX.1316         | Shinshō-jaku                     | 1338                  |          |
| Sakuhei-monin                               | 朔平門院          | Namako                                                                 | Fushimi (1)                                      |                       |                                                                        |                    |                                  |                       | 24       |
| Chōraku-monin                               | 長楽門院          | Kinshi                                                                 | Fujiwara Kintaka                                 | Go-Nijō               |                                                                        |                    | Shinjitsukaku                    | 16.II.1352            |          |
| Emmei-monin                                 | 延明門院          | Nobuko                                                                 | Fushimi                                          |                       |                                                                        | 2.XI.1317          | Shinshō-e                        |                       | 27       |
| Danten-monin                                | 談天門院          | Tadako                                                                 | Fujiwara Tadatsugu                               | Go-Uda (妃)           | Go-Daigo                                                               |                    | Renge-chi                        | 27.XII.1319           | 52       |
| Dat(su)chi-monin                            | 達智門院          | Shōshi                                                                 | Go-Uda (1)                                       |                       |                                                                        |                    | Shinri-kaku                      | 23.XI.1348            |          |
| Banshū-monin                                | 萬秋門院          | Tamako                                                                 | Ichijō Sanetsune (= Emmyō-ji Kampaku)            |                       |                                                                        |                    |                                  | 16.IV.1338            | 71       |
| Jusei-monin                                 | 寿成門院          | Benshi                                                                 | Go-Nijo (1)                                      |                       |                                                                        |                    | Shōjō-en                         |                       |          |
| Kenshin-monin                               | 顕親門院          | Sueko                                                                  | Fujiwara Saneo                                   | Fushimi (後宮)        | Hanazono                                                               | 14.X.1317          | Enjō-kaku                        | 25.III.1336           | 72       |
| Sūmei-monin                                 | 崇明門院          | Baishi                                                                 | Go-Uda                                           | Kuninaga shinnō       |                                                                        | 1326               |                                  | ?                     |          |
| Go-Kyōgoku-in (postum; vorher Reisei-monin) | 後京極院          | Kishi                                                                  | (Nyūdō Dajō-Daijin) Sanekane (3)                 | Go-Daigo (中宮)       | Kanshi (♀ = Sensei-monin)                                              |                    |                                  | 19.XI.1333            |          |
| Sensei-monin                                | 宣政門院          | Kanshi                                                                 | Go-Daigo (1)                                     |                       |                                                                        |                    |                                  |                       | 48       |
| Shōtoku-monin                               | 章徳門院          | Kōshi                                                                  | Go-Fushimi                                       |                       |                                                                        |                    |                                  |                       |          |
| Shin-muromachi-in                           | 新室町院          | Junshi                                                                 | Go-Fushimi (1)                                   |                       |                                                                        |                    |                                  | 31.V.1338             | 27       |
| Kian-monin                                  | 徴安門院          | Jushi                                                                  | Hanazono, adop.: Eiyō-monin                      | Kōgon (妃)            | adop.: Go-Sūkō                                                         | 1356               |                                  |                       | 41       |
| Senkō-monin                                 | 宣光門院          | Fujiwara Saneko                                                        | Fujiwara Saneaki                                 | Hanazono (Nebenfrau)  | (2 shinnō, 2 naishinnō)                                                | 5.XII.1348         | Henshō-chi                       |                       | 64       |
| Shin-Taiken-monin                           | 新待賢門院        | Fujiwara Renshi                                                        | Fujiwara Kinkake, adop.: Fujiwara Kinkata        | Go-Daigo (妃)         | Tsunenaga-shinnō; Go-Murakami; Narinaga-shinnō; Shōshi (♀); Junshi (♀) |                    |                                  | (nach 1359)           |          |
| Yōroku-monin (= Kōgon-in)                   | 陽禄門院          | Fujiwara Hideko                                                        | Fujiwara (Ōgimachi) Kinhide (Dazai gon-no sotsu) |                       | Sūkō; Go-Kōgon                                                         | 13.XII.1352        |                                  | 2.II.1353             |          |
| Kaki-monin                                  | 嘉善門院          | Fujiwara Shōshi                                                        | Tsunetada, adop.: Nijō Moromoto                  | Go-Murakami           |                                                                        | (nach) 29.III.1368 |                                  |                       |          |
| Shin-Senyō-monin                            | 新宣陽門院        | Kenshi (?)                                                             | Go-Murakami; (? Minamoto Akiko)                  |                       |                                                                        |                    |                                  |                       |          |
| Sūken-monin                                 | 崇賢門院          | (Iwashimizu-Hachimangu Beamter:) Michikiyo, adop.: Hirohashi Kanetsuna |                                                  | Go-Kōgon (後宮)       | Go-Enyū; (2 shinnō)                                                    |                    |                                  | 1427                  | 93       |
| Tsuyō-monin                                 | 道陽門院          | Fujiwara Takako                                                        |                                                  | Go-Enyū (後宮)        | Go-Komatsu                                                             |                    |                                  |                       | 56       |
| Kitayama no in                              | 北山院            | Fujiwara Yasuko                                                        | Fujiwara Sukeyasu                                | Asikaga Yoshimitsu    |                                                                        |                    |                                  | 1419                  | 52       |
| Kōhan-monin                                 | 光範門院          | Fujiwara Sukeko                                                        | Hino Sukekuni                                    | Go-Komatsu (後宮)     | Shōkō                                                                  |                    |                                  |                       | 57       |
| Fusei-monin                                 | 敷政門院          | Minamoto Yukiko                                                        | Niwata (Minamoto) Tsuneari                       | Go-Suko-in (後宮)     | Go-Hanazono                                                            |                    |                                  | 15.V.1448             |          |
| Karaku-monin                                | 嘉楽門院          | Fujiwara Nobuko                                                        | Fujiwara Takanaga                                | Go-Hanazono (後宮)    | Go-Tsuchimikado                                                        | 1471               |                                  | 7.VI.1489             | 78       |
| Buraku-monin                                | 豐楽門院          | Fujiwara Toshi                                                         | Kanjuji (Fujiwara) Norihide                      | Go-Kashiwabara (後宮) | Go-Nara                                                                |                    |                                  | 1535                  |          |
| Kittoku-monin                               | 吉徳門院          | Fujiwara Eiko                                                          | Madenokoji Katafusa                              | Go-Nara (妃)          | Ōgimachi                                                               |                    |                                  | 1522                  |          |
| Shin-Jōtō-monin                             | 新上東門院        | Fujiwara Seishi                                                        | Kanjuji (Fujiwara) Seiyū                         | Yōkō-in               | Go-Yōzei; (4 shinnō)                                                   |                    |                                  |                       | 76       |
| Chūwa-monin                                 | 中和門院          | Konoe Sakiko                                                           | Konoe Sakihisa                                   | Go-Yōzei (女御)       | Go-Minoo; (3 shinnō)                                                   |                    |                                  |                       | 56       |
| Tōfuku-monin                                | 東福門院          | Minamoto (Tokugawa) Kazuko                                             | Tokugawa Hidetada                                | Go-Minoo (中宮)       | Myōshō (= Meishō; ♀); (+2 shinnō, 4 Töchter)                           |                    |                                  | 1672                  | 64       |
| Mibu-in                                     | 壬生院            | Fujiwara (Sono) Kōshi                                                  | Sono Moto-tō                                     | Go-Minoo (後宮)       | Go-Kōmyō                                                               |                    |                                  | 1652                  | 55       |
| Shin-Kōgi-monin (postum)                    | 新廣義門院        | Fujiwara (Sono) Kishi                                                  | Sono Moto-ne                                     | Go-Minoo (後宮)       | Reigen                                                                 |                    |                                  | 1677                  | 54       |
| Hōshun-monin (postum)                       | 逢春門院          | Fujiwara (Kushizu) Ryūshi                                              | Kushizu Takamaru                                 | Go-Minoo (後宮)       | Go-Saiin; (u. a.)                                                      |                    |                                  | 1685                  | 82       |
| Shin-Jōsai-monin                            | 新上西門院        | Fujiwara Fusako                                                        | Takatsukasa Norihira                             | Reigen (中宮)         |                                                                        |                    |                                  | 1712                  |          |
| Shōshū-monin                                | 承秋門院          | Yukiko Nyo-ō                                                           | Arisugawa mo miya Yukihito                       | Higashiyama (中宮)    |                                                                        | 1709 (?)           | Monin                            |                       | 41       |
| Shin-Sūken-monin (postum)                   | 新崇賢門院        | Fujiwara Gashi                                                         | Kushizu Takayoshi                                | Higashiyama (典侍)    | Nakamikado; (4 shinnō, 1 naishinnō)                                    |                    |                                  |                       | 35       |
| Keihō-monin                                 | 敬法門院          | Fujiwara Muneko                                                        | Matsuki Muneeda                                  | Reigen (後宮)         | Higashiyama (= Asahito-shinnō)                                         |                    |                                  | 1732                  | 76       |
| Shin-Chūwa-monin (am Todestag)              | 新中和門院        | Fujiwara Hisako                                                        | Konoe Iehiro                                     | Nakamikado (女御)     | Sakuramachi                                                            |                    |                                  |                       | 21       |
| Reisei-monin                                | 禮成門院          | Kūshi                                                                  | Go-Kōmyō                                         |                       |                                                                        |                    |                                  | 2.VIII.1725           | 76       |
| Seiki-monin                                 | 青綺門院          | Nijō Ieko                                                              | Nijō Yoshitada                                   | Sakuramachi (後宮)    | Go-Sakuramachi; (Pflegemutter:) Momozono                               |                    |                                  |                       | 75       |
| Kaimei-monin                                | 開明門院          | Fujiwara Sadako                                                        | Ananokōji Saanetaki                              | Sakuramachi (後宮)    | Momozono                                                               | 25.III.1782        | Tetsugaku                        | 1789                  |          |
| Kyōrei-monin                                | 恭禮門院          | Fujiwara Tomiko                                                        | Ichijō Kaneka                                    | Momozono (女御)       |                                                                        |                    |                                  | 1795                  | 53       |
| Seika-monin                                 | 盛化門院          | Fujiwara Koreko                                                        | Konoe Uchisaki                                   | Go-Momozono (女御)    | Yoshiko; (Pflegemutter) Kōkaku                                         | 28.X.1783          |                                  | 28.X.1783             |          |
| Shin-Kōka-monin (postum)                    | 新皇嘉門院        | Fujiwara Tsunako                                                       | Takatsukasa Masahiro, adop.: Toyooka Hirasuke    | Ninkō (女御)          | Yasuhito                                                               |                    |                                  | 13.VII.1823           | 29       |
| Shin-Seiwa-monin                            | 新清和門院        | Yoshiko                                                                | Go-Momozono                                      | Kōkaku (中宮)         | adop.: Ayahito (= Ninkō)                                               | 1841 (?1840)       |                                  | 1846                  | 68       |
| Higashi-Kyōgoku-in (postum)                 | 東京極院          | Fujiwara Tadako                                                        | Kanjuji Tsunenari                                | Kōkaku (後宮)         | Ninkō                                                                  |                    |                                  | 1843                  | 64       |
| Shin-Sakuhei-monin (am Todestag)            | 新朔平門院        | Fujiwara Yasuko                                                        | Takatsukasa Masahiro                             | Ninkō (女御)          |                                                                        |                    |                                  |                       | 37       |
| Shin-Taiken-monin                           | 新待賢門院        | Fujiwara Masako                                                        | Ōgimachi Sanemitsu                               | Ninkō (後宮)          | Kōmei; (2 shinnō)                                                      |                    |                                  | 1857                  | 54       |